# La innocència
Pour plus de détails, voir Fiche technique et Distribution.
La innocència est un film espagnol réalisé par Lucía Alemany, sorti en 2019.

## Synopsis
Lis est une adolescente qui rêve de devenir artiste de cirque et de fuir son village, même si elle sait que pour y parvenir, elle devra affronter ses parents. C'est l'été et Lis passe la journée à s'amuser dans la rue et à flirter avec son petit ami, de quelques années son aîné. Les commérages des voisins l'obligent à garder cette relation secrète pour que ses parents ne le sachent pas.

## Fiche technique
- Titre : La innocència
- Réalisation : Lucía Alemany
- Scénario : Laia Soler et Lucía Alemany
- Musique : Òscar Senén
- Photographie : Joan Bordera
- Montage : Luis de la Madrid et Juliana Montañés
- Production : Lina Badenes, Juan Gordon et Belén Sánchez
- Société de production : Lagarto Films, Movistar+, Radio Televisión Española, Televisió de Catalunya, Turanga Films, Un Capricho De Producciones et À Punt Mèdia
- Pays :  Espagne
- Genre : Drame
- Durée : 92 minutes
- Dates de sortie : 
  - Espagne : 23 septembre 2019 (Festival international du film de Saint-Sébastien), 10 janvier 2020

## Distribution
- Carmen Arrufat : Lis
- Laia Marull : Soledad
- Sergi López : Catalano
- Joel Bosqued : Néstor
- Estelle Orient : Sara
- Laura Fernández : Rocío
- Lidia Moreno : La Patri
- Sonia Almarcha : Remedios
- Bogdan Florin Guilescu : Bogdan
- Josh Climent : El Polaco
- Ferri Ballester : Yolanda
- Ricard Ull : Pablo
- Laura Cano : Germana Lis

## Distinctions
- Goyas 2020 : le film a été nommé pour deux prix Goya : meilleur espoir féminin pour Carmen Arrufat et meilleure chanson originale[1].